# Априльяно
Априльяно (итал. Aprigliano) — город в Италии, расположен в регионе Калабрия, подчинён административному центру Козенца (провинция).
Население составляет 2833 человека, плотность населения составляет 23 чел./км². Занимает площадь 121 км². Почтовый индекс — 87051. Телефонный код — 00984.